# Martin Max
Martin Max (* 7. srpna 1968, Tarnowskie Góry, Polsko) je bývalý německý fotbalový útočník. Na svém kontě má jeden start za německou fotbalovou reprezentaci. Je to dvojnásobný nejlepší střelec 1. německé fotbalové Bundesligy a vítěz Poháru UEFA.

## Klubová kariéra
Hrál za německé kluby 1. FC Recklinghausen, Borussia Mönchengladbach, FC Schalke 04, TSV 1860 München a FC Hansa Rostock. Se Schalke vyhrál DFB-Pokal v sezóně 1994/95 a Pohár UEFA 1996/97. V německé Bundeslize vstřelil celkem 126 branek (M'gladbach 22, Schalke 33, Mnichov 51 a Rostock 20)

## Reprezentační kariéra
Svůj reprezentační debut absolvoval 17. dubna 2002 v přátelském zápase ve Stuttgartu proti týmu Argentiny (prohra 0:1). Byl to jeho jediný start za německý národní tým.

## Individuální úspěchy
- 2× nejlepší střelec německé Bundesligy v dresu TSV 1860 München (1999/2000 – 19 gólů; 2001/2002 – 18 gólů)[3]